# Симерија (Румунија)
Симерија (рум. Simeria, мађ. Piskitelep) град је у Румунији, у средишњем делу земље, у историјској покрајини Трансилванија. Симерија је град у оквиру округа Хунедоара.
Симерија је према последњем попису из 2002. имала 13.895 становника.

## Географија
Град Симерија налази се у крајње југозападном делу историјске покрајине Трансилваније, близу историјске границе са Банатом. Од најближег већег града, Темишвара, град је удаљен 170 км источно.
Симерија се образовала на надморској висини од приближно 200 метара, у долини реке Мориш. На датом месту мања река Стреј се улива у већи Мориш. Јужно од града се издижу Карпати, а северно планине Бихор.

## Становништво
У односу на попис из 2002., број становника на попису из 2011. се смањио.
| 1966. | 1977.  | 1992.  | 2002.  | 2011.  |
| ----- | ------ | ------ | ------ | ------ |
| 9.365 | 13.206 | 14.311 | 14.571 | 12.556 |

Матични Румуни чине већину градског становништва Симерије (око 90%), а од мањина присутни су Мађари (5%), Немци и Роми у веома малом броју. Мађари и Немци (тј. Саси) су до средине 20. века чинили много значајнији део становништва града.

## Галерија
- Градска кућа Симерије
- Римокатоличка црква
- Реформатска црква
- Градска железничка станица